# La última cinta
La última cinta es un filme experimental basado en la obra de teatro de un acto de Samuel Beckett, La última cinta de Krapp, y que fue dirigido por Claudio Guerín-Hill en 1969, con Fernando Fernán Gómez interpretando el papel protagonista. Dicho filme fue emitido en televisión ese mismo año.

## Sinopsis
En la película se presenta a un hombre envejecido que vivía recluido en su habitación, aislado del mundo, escuchando una y otra vez las viejas grabaciones que había realizado durante su juventud con el fin de salir de la crisis de identidad en la que se halla sumido. Al final decide grabar una última cinta magnetofónica donde narrará sus opiniones sobre su “yo” pasado.